# Weißbauch-Fregattvogel
Der Weißbauch-Fregattvogel (Fregata andrewsi) ist ein seltener Seevogel, der sein Brutgebiet auf der Weihnachtsinsel hat. In der Roten Liste gefährdeter Arten der IUCN wird die Art in der Kategorie „vom Aussterben bedroht“ (critically endangered) gelistet. Die IUCN schätzt den Bestand auf derzeit 2.400 bis 4.800 geschlechtsreife Individuen.

## Beschreibung
Der Weißbauch-Fregattvogel erreicht eine Länge von 90 bis 100 cm und eine Flügelspannweite von 250 cm. Die Färbung seines Gefieders ist überwiegend schwarz mit einem grünlichen Schimmer. Die Kehle, der Nacken und die Brust sind schwarz mit einem violetten Schimmer. Der Schwanz ist stark gegabelt. Der Bauch ist weiß und die Oberschwingen sind hell gebändert. Das Männchen besitzt einen roten Kehlsack und einen langen dunkelgrauen gebogenen Schnabel. Bei den erwachsenen Weibchen ist der Kopf schwarz. Ein weißes Halsband zieht sich von der Kehle über die Brustpartien bis zu den Achseln. Der Bauch ist weiß und der Schnabel ist rosa. Die Jungvögel sind an der Oberseite schwarzbraun und am Kopf sowie an der Unterseite gelbbraun. Einige Jungvögel haben dunkle Streifen auf der Brust.
Verwechslungsmöglichkeiten bestehen mit den anderen Fregattvögeln. Besonders ausgeprägt ist die Ähnlichkeit mit dem Bindenfregattvogel und dem Arielfregattvogel. Beide Arten sind kleiner und leichter als der Weißbauch-Fregattvogel. Arielfregattvögel weisen außerdem auf der Körperunterseite einen schmalen weißen Streifen beidseitig des Bauches auf. Der Bindenfregattvogel ist dagegen auf der Unterseite vollständig schwarz. Der Weißbauch-Fregattvogel weist dagegen einen weißen Flecken auf der unteren Bauchhälfte auf. Jungvögel der drei Arten sind dagegen kaum zu unterscheiden.

## Verbreitungsgebiet

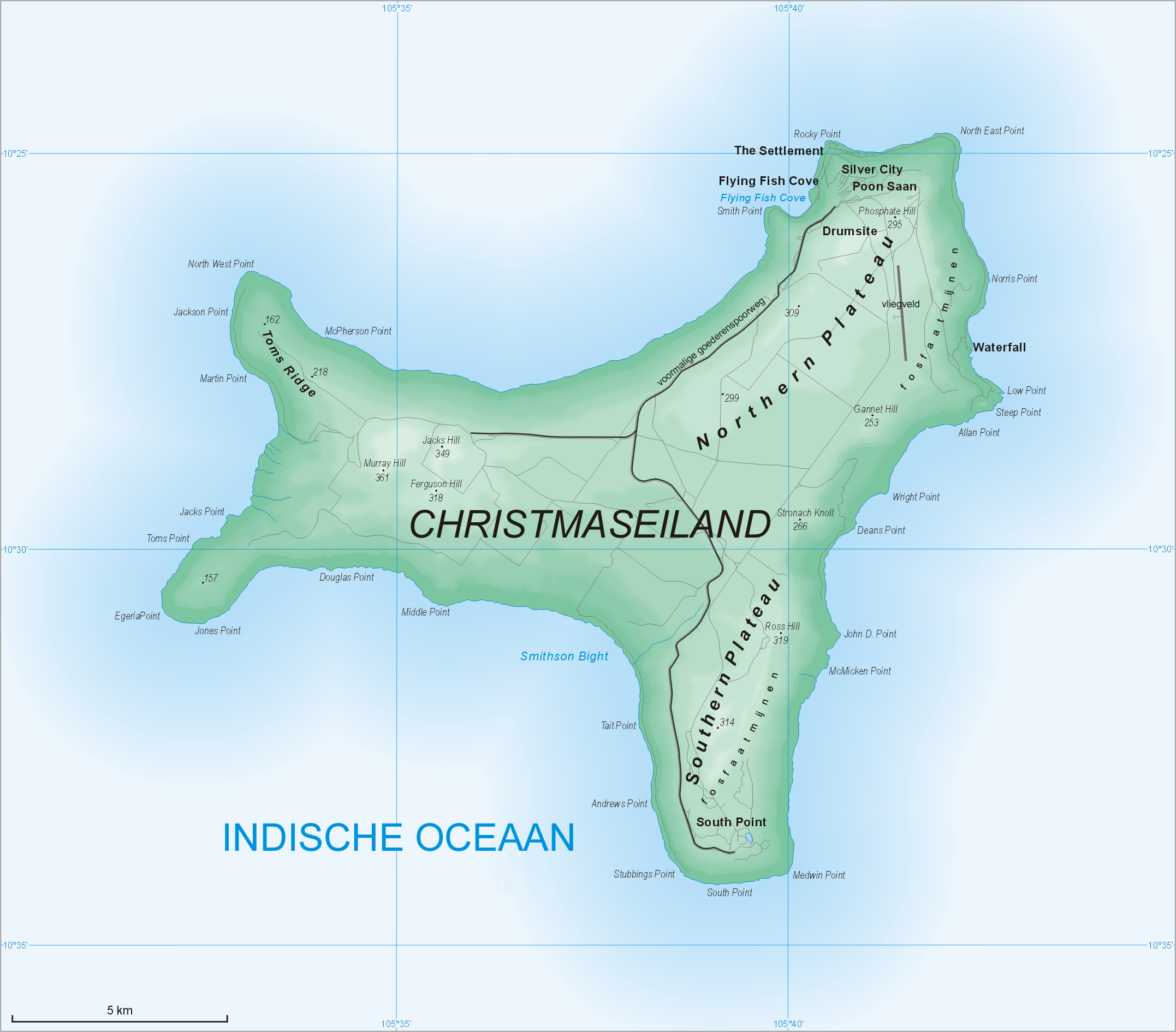
Karte der Weihnachtsinsel, dem einzigen Standort von Brutkolonien des Weißbauch-Fregattvogels

Der Weißbauch-Fregattvogel ist ein endemischer Brutvogel der Weihnachtsinsel. Hier brütet er in einem 2 km² kleinen Areal im Christmas Island National Park. Dokumentierte Sichtungen gab es ebenfalls auf den indonesischen Java, Timor, Lombok, Semau sowie Malaysia, Thailand und dem nördlichen Australien. Während der Nahrungssuche ist der Weißbauch-Fregattvogel ausschließlich in tropischen Gewässern des Indischen Ozeans begrenzt. Es gibt Hinweise, dass er solche Regionen des Indischen Ozeans bevorzugt, die eine Oberflächentemperatur von mehr als 26,4 Grad Celsius aufweist. Während ihrer Wanderungen erreichen Weißbauch-Fregattvögel dabei eine Region, die von den Gewässern Indonesiens bis in das Südchinesische Meer, die Andamanensee, die Sulusee und den Golf von Thailand reichen.

## Lebensweise
Wie alle anderen Fregattvögel kann auch der Weißbauch-Fregattvogel sehr schlecht schwimmen und laufen. Seine Beine sind dafür zu schwach. Nur in der Nacht und in der Brutzeit kommt er an Land und kann sich mit seinen Krallen auf den Zweigen festhalten. Dank seiner starken Flügel und seines langen gegabelten Schwanzes kann er fast den ganzen Tag über dem Meer verbringen. Sie leben in Gruppen und erbeuten Fliegende Fische und Tintenfische oder sie berauben andere Seevögel wie Tölpel, Möwen, Pelikane und Kormorane auf aggressive Weise ihrer Nahrung. Hierbei werden die Vögel mit den langen Flügeln gestoßen und so lange mit den Schnäbeln attackiert, bis die beraubten Vögel ihre Nahrung hochwürgen und diese dann von den Fregattvögeln aufgefangen wird.
Weißbauch-Fregattvögel sind monogam, die Paarbeziehung besteht vermutlich nicht länger als eine Fortpflanzungsperiode. Das Alter, in dem Weißbauch-Fregattvögel erstmals zur Brut schreiten, ist nicht genau untersucht. Vermutlich brüten sie aber das erste Mal in einem Lebensalter von fünf Jahren. Es sind Koloniebrüter, die ihre Nestern in hohen, über die übrige Vegetation herausragende Bäume errichten. Innerhalb der Kolonie sind Subkolonien mit zehn bis zwanzig Nestern unterscheidbar. In den einzelnen Bäumen befinden sich zwischen drei und zehn Nester. Der Abstand zwischen den einzelnen Nester beträgt gelegentlich weniger als ein Meter. Das Nest ist sehr klein und besteht aus Zweigen. Das Nistmaterial wird vom Männchen herangetragen und vom Weibchen verbaut. Der Nistbau beginnt sehr früh in der Anpaarungsphase und das Nest wird innerhalb von zehn Tagen weitgehend fertig gebaut. Die Weibchen bessern die Nester jedoch bis zum Schlupf des Kükens weiter aus. Generell hält sich einer der beiden Partnervögel ab der Verpaarung immer am Neststandort auf.

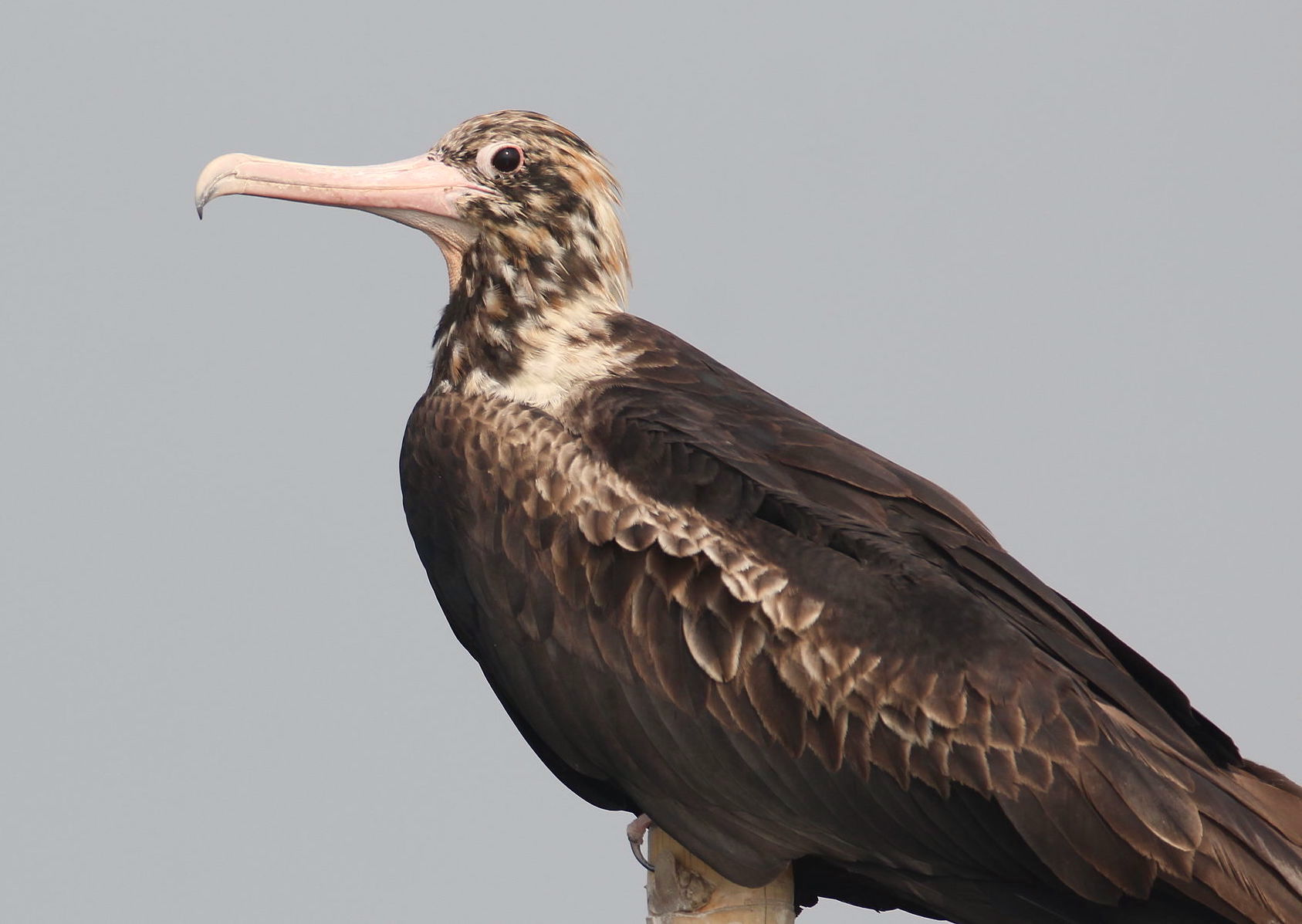
Junger Weißbauch-Fregattvogel (Fregata andrewsi)

Die Männchen beginnen mit der Balz ab Ende Dezember. Rund 90 Prozent der Eier eines Jahres werden in dem Zeitraum von März bis Mitte Mai gelegt. Die Brutzeit beträgt zwischen 50 und 54 Tage. Beide Elternvögel brüten, die Brutintervalle des Weibchens sind jedoch etwas länger. Das einzige Ei, aus dem das Gelege besteht, ist elliptisch, von weißer Farbe und hat eine glatte Schale. Geht das Gelege verloren, kann es zu einem Nachgelege kommen. Bei der Geburt ist das Küken total nackt und erst später wächst ihm der Flaum. Die Elternvögel hudern und bewachen das Küken für etwa sechs Wochen. Nach vier Monaten haben die Jungvögel die Gefiederfärbung der Erwachsenen erreicht und nach sieben Monaten sind sie unabhängig.
Der Bruterfolg ist nicht sehr hoch und wird auf etwa dreißig Prozent geschätzt. Bei einer Studie schlüpften aus 84 Eier 67 Küken, 46 Jungvögel wurden flügge und davon erreichten nur 24 das Alter, in dem sie von den Elternvögel unabhängig werden. Neun Nester mit Eiern wurden von Stürmen zerstört und fünf Gelege wurden aufgegeben. Darunter waren zwei Gelege, wo der Partnervogel nicht zum Niststandort zurückkehrte. Das 17. Ei ging verloren, als ein nicht verpaartes Männchen das Nest okkupierte. Von den Küken starben zwölf in den ersten Wochen nach dem Schlupf, drei weitere verhungerten, weil einer der Elternvögel nicht mehr zum Nest zurückkehrte und eines starb, weil ein nicht verpaartes Männchen das Nest eroberte. Die übrigen wurden von den Elternvögeln ohne offensichtlichen Grund aufgegeben. Von den Nestlingen starben drei in Stürmen, die übrigen verschwanden oder verhungerten. Auf Basis der Untersuchungen ist man zum Schluss gekommen, dass Nahrungsmangel der entscheidende Faktor ist, der zu dem niedrigen Bruterfolg der Weißbauch-Fregattvögel beiträgt.

## Gefährdung
Der Weißbauch-Fregattvogel ist einer der seltensten Seevögel der Welt. Als eine endemische Art, deren Brutplätze sich auf nur einer Insel und dort in einigen wenigen Brutkolonien befindet, ist der Weißbauch-Fregattvogel grundsätzlich von einem Bestandseinbruch durch außergewöhnliche Ereignisse wie Epidemien oder extreme Wetterbedingungen ausgesetzt, die ein Ausmaß haben können, die den Fortbestand der Art gefährdet. Zusätzlich kommt hinzu, dass die Reproduktionsrate der Weißbauch-Fregattvögel sehr niedrig ist.
Die frühere Jagd auf diese Art ist seit den 1980er Jahren eingestellt. Hauptgefährdung sind die Lebensraumzerstörung, die Luftverschmutzung durch den Phosphatabbau und die kommerzielle Fischerei in den Gewässern, in denen Weißbauch-Fregattvögeln nach Nahrung jagen. Der Phosphatabbau der Weihnachtsinsel hat dazu geführt, dass bewaldete Stellen, in denen sich Rastplätze und Brutkolonien der Fregattvögel befanden, abgeholzt wurden. Weißbauch-Fregattvögel brüten außerdem nicht an den Stellen, an denen sich der Staub, der während des Trocknens Phosphat entsteht, auf Pflanzen ansammelt.
Anfang der 1990er Jahre wurde auf der Weihnachtsinsel außerdem die Gelbe Spinnerameise eingeschleppt, die zwar keine direkte Gefährdung für den Weißbauch-Fregattvogel darstellt, jedoch zu weitreichenden Lebensraumveränderungen auf dieser einzigen Brutinsel führt und mittelfristig die Brutkolonien dieser Art gefährden.
Generell geht man davon aus, dass die Bestandszahlen während der letzten drei Generationen um etwa 66 Prozent zurückgegangen sind. Es wird davon ausgegangen, dass sich dieser Rückgang fortsetzen wird.

## Erwähnenswert
Diese Art gehört zu den Marathonfliegern unter den Seevögeln. Im Jahre 2005 wurde das Weibchen Lydia mit einem Satellitensender markiert und die Wissenschaftler konnten einen Nonstop-Flug von 26 Tagen verfolgen. Der Flug ging 4000 km von der Weihnachtsinsel über Sumatra, Java, Borneo zurück zur Weihnachtsinsel, wo ihr Junges auf sie wartete. Die Wissenschaftler stellten dabei fest, dass Lydia keine Zwischenlandung einlegte, sondern sich über dem Meer ernährte und beim Fliegen schlief.

## Belege

### Einzelbelege
1. ↑  BirdLife International: Species Factsheet – Christmas Island Frigatebird (Fregata andrewsi). Abgerufen am 25. April 2022.
2. ↑  Higgins, S. 928.
3. 1 2 3  Higgins, S. 929.
4. ↑  Colin Trainor: First record of the Christmas Island Frigatebird Fregata andrewsi for East Timor, Forktail 20 (2004), S. 90–91
5. 1 2  Higgins, S. 930.
6. 1 2 3  Higgins, S. 931.
7. ↑  Higgins, S. 931 und S. 932.